# Kebun Durian
Kebun Durian is een bestuurslaag in het regentschap Kampar van de provincie Riau, Indonesië. Kebun Durian telt 2395 inwoners (volkstelling 2010).